# Công Thúc Tổ Loại
Công Thúc Tổ Loại (chữ Hán: 公叔祖类, trì vì : 1192 TCN-1158 TCN), họ Cơ, là con của Á Ngữ, thủ lĩnh đời thứ 12 của gia tộc Chu. Sau khi Á Ngữ chết, ông kế vị tước hiệu.

## Tiểu sử
Sách Thế bổn (世本) gọi ông là Thái Công tổ Cám chư Chu. Sách Sử ký - Tam đại thế biểu, gọi Công Thúc Tổ Loại là Thúc Loại (叔类), Hoàng Phủ Mật (皇甫谧) đặt thuyết Công Thúc Tổ Loại tên gọi Công Tổ, còn gọi là Tổ Cám Chư Chu, tự Thúc Loại, hiệu Thái Công (太公).
Công Thúc Tổ Loại chết, do con là Cổ Công Đản Phủ kế thừa.

## Thái Công Vọng
Hậu duệ 4 đời của ông là Tây bá Cơ Xương, một lần gặp Khương Thượng đang câu cá phía bắc sông Vị.
Cơ Xương nói chuyện với ông rất hài lòng, ngưỡng mộ tài năng của ông. Cơ Xương nhớ lời tổ tiên là Thái Công dặn rằng sẽ có vị thánh đến nước Chu, giúp Chu hưng thịnh, ứng với quẻ bói trước khi đi săn. Do đó, Cơ Xương quả quyết Khương Thượng chính là người Thái Công mong đợi trước đây và tôn ông làm Thái Công Vọng (太公望).